# Superligaen 2025-2026
La Superligaen 2025-2026, chiamata ufficialmente 3F Superliga per motivi di sponsorizzazione, è la 112ª edizione della massima serie del campionato di calcio danese, la 36ª sotto il nome di Superligaen, che si disputa tra il 18 luglio 2025 ed il 25 maggio 2026. La squadra campione in carica è il Copenaghen.

## Stagione

### Novità
Al termine della stagione precedente sono state retrocesse Aalborg e Lyngby, ultime due classificate del gruppo retrocessione. Al loro posto dalla 1.Division sono state promosse Odense, di ritorno dopo un solo anno di serie cadetta, e Fredericia, al debutto in massima serie.

### Formula
Le 12 squadre partecipanti giocano un girone all'italiana con gare di andata e ritorno, per un totale di 22 giornate. Al termine di esse, le prime sei classificate giocano un play-off, un girone con gare di andata e ritorno per ulteriori 10 giornate. La prima classificata del play-off è campione di Danimarca e ottiene la qualificazione per la UEFA Champions League 2026-2027, mentre la seconda si qualifica per la UEFA Conference League 2026-2027; la terza classificata gioca inoltre uno spareggio con la prima classificata del girone play-out per un altro posto in Conference League. La squadra vincitrice della coppa nazionale ottiene di diritto la qualificazione per la UEFA Europa League 2026-2027.
Le ultime sei della stagione regolare giocano un girone di play-out, con gare di andata e ritorno, per ulteriori 10 giornate. La prima classificata gioca lo spareggio per le coppe europee, mentre le ultime due retrocedono in 1. Division.

## Squadre partecipanti
| Club         | Città      | Stadio                   | Stagione precedente   |
| ------------ | ---------- | ------------------------ | --------------------- |
| Aarhus       | Aarhus     | Atletion                 | 6° in Superligaen     |
| Brøndby      | Brøndby    | Stadion Brøndby          | 3° in Superligaen     |
| Copenaghen   | Copenaghen | Parken Stadium           | Campione di Danimarca |
| Fredericia   | Fredericia | Monjasa Park             | 2° in 1.Division      |
| Midtjylland  | Herning    | MCH Arena                | 2° in Superligaen     |
| Nordsjælland | Farum      | Right to Dream Park      | 5° in Superligaen     |
| Odense       | Odense     | Stadio Odense            | 1° in 1.Division      |
| Randers      | Randers    | Cepheus Park Randers     | 4° in Superligaen     |
| Silkeborg    | Silkeborg  | JYSK Park                | 7° in Superligaen     |
| SønderjyskE  | Haderslev  | Haderslev Fodboldstadion | 9° in Superligaen     |
| Vejle        | Vejle      | Vejle Stadion            | 10° in Superligaen    |
| Viborg       | Viborg     | Viborg Stadion           | 8° in Superligaen     |

### Allenatori e primatisti
| Squadra      | Allenatore          | Calciatore più presente | Cannoniere |
| ------------ | ------------------- | ----------------------- | ---------- |
| Aarhus       | Jakob Poulsen       |                         |            |
| Brøndby      | Frederik Birk       |                         |            |
| Copenaghen   | Jacob Neestrup      |                         |            |
| Fredericia   | Michael Hansen      |                         |            |
| Midtjylland  | Thomas Thomasberg   |                         |            |
| Nordsjælland | Jens Fønsskov Olsen |                         |            |
| Odense       | Alexander Zorniger  |                         |            |
| Randers      | Rasmus Bertelsen    |                         |            |
| Silkeborg    | Kent Nielsen        |                         |            |
| SønderjyskE  | Thomas Nørgaard     |                         |            |
| Vejle        | Ivan Prelec         |                         |            |
| Viborg       | Nickolai Lund       |                         |            |

## Prima fase

### Classifica
|  | Pos. | Squadra      | Pt | G | V | N | P | GF | GS | DR |
|  | ---- | ------------ | -- | - | - | - | - | -- | -- | -- |
|  | 1.   | Aarhus       | 0  | 0 | 0 | 0 | 0 | 0  | 0  | 0  |
|  | 2.   | Brøndby      | 0  | 0 | 0 | 0 | 0 | 0  | 0  | 0  |
|  | 3.   | Copenaghen   | 0  | 0 | 0 | 0 | 0 | 0  | 0  | 0  |
|  | 4.   | Fredericia   | 0  | 0 | 0 | 0 | 0 | 0  | 0  | 0  |
|  | 5.   | Midtjylland  | 0  | 0 | 0 | 0 | 0 | 0  | 0  | 0  |
|  | 6.   | Nordsjælland | 0  | 0 | 0 | 0 | 0 | 0  | 0  | 0  |
|  | 7.   | Odense       | 0  | 0 | 0 | 0 | 0 | 0  | 0  | 0  |
|  | 8.   | Randers      | 0  | 0 | 0 | 0 | 0 | 0  | 0  | 0  |
|  | 9.   | Silkeborg    | 0  | 0 | 0 | 0 | 0 | 0  | 0  | 0  |
|  | 10.  | SønderjyskE  | 0  | 0 | 0 | 0 | 0 | 0  | 0  | 0  |
|  | 11.  | Vejle        | 0  | 0 | 0 | 0 | 0 | 0  | 0  | 0  |
|  | 12.  | Viborg       | 0  | 0 | 0 | 0 | 0 | 0  | 0  | 0  |

Legenda:
      Ammesse ai Play-off
      Ammesse ai Play-out
Regolamento:
Tre punti per la vittoria, uno per il pareggio, zero per la sconfitta.

## Seconda fase

### Play-off Championship

#### Classifica finale
|                      | Pos. | Squadra | Pt | G | V | N | P | GF | GS | DR |
| -------------------- | ---- | ------- | -- | - | - | - | - | -- | -- | -- |
| Danimarca (bandiera) | 1.   |         | 0  | 0 | 0 | 0 | 0 | 0  | 0  | 0  |
|                      | 2.   |         | 0  | 0 | 0 | 0 | 0 | 0  | 0  | 0  |
|                      | 3.   |         | 0  | 0 | 0 | 0 | 0 | 0  | 0  | 0  |
|                      | 4.   |         | 0  | 0 | 0 | 0 | 0 | 0  | 0  | 0  |
|                      | 5.   |         | 0  | 0 | 0 | 0 | 0 | 0  | 0  | 0  |
|                      | 6.   |         | 0  | 0 | 0 | 0 | 0 | 0  | 0  | 0  |

Legenda:
      Campione di Danimarca e ammessa alla UEFA Champions League 2026-2027
      Ammessa alla  UEFA Europa League 2026-2027
      Ammessa alla UEFA Conference League 2026-2027.
 Ammessa allo spareggio qualificazione della UEFA Conference League 2026-2027
Regolamento:
Tre punti per la vittoria, uno per il pareggio, zero per la sconfitta.

### Classifica finale
|  | Pos. | Squadra | Pt | G | V | N | P | GF | GS | DR |
|  | ---- | ------- | -- | - | - | - | - | -- | -- | -- |
|  | 7.   |         | 0  | 0 | 0 | 0 | 0 | 0  | 0  | 0  |
|  | 8.   |         | 0  | 0 | 0 | 0 | 0 | 0  | 0  | 0  |
|  | 9.   |         | 0  | 0 | 0 | 0 | 0 | 0  | 0  | 0  |
|  | 10.  |         | 0  | 0 | 0 | 0 | 0 | 0  | 0  | 0  |
|  | 11.  |         | 0  | 0 | 0 | 0 | 0 | 0  | 0  | 0  |
|  | 12.  |         | 0  | 0 | 0 | 0 | 0 | 0  | 0  | 0  |

Legenda:
 Ammessa allo spareggio qualificazione della UEFA Conference League 2026-2027
      Retrocessa in 1.Division 2026-2027
Regolamento:
Tre punti per la vittoria, uno per il pareggio, zero per la sconfitta.